# ستار تريك 5: الحدود النهائية
ستار تريك 5: الحدود النهائية هو فيلم خيال علمي أمريكي من إخراج ويليام شاتنر وبطولة ويليام، ليونارد نيموي وديفورست كيلي. صدر الفيلم في 9 يونيو 1989.

## وصلات خارجية
- ستار تريك 5: الحدود النهائية على موقع IMDb (الإنجليزية)
- ستار تريك 5: الحدود النهائية على موقع ميتاكريتيك (الإنجليزية)
- ستار تريك 5: الحدود النهائية على موقع روتن توميتوز (الإنجليزية)
- ستار تريك 5: الحدود النهائية على موقع نتفليكس (الإنجليزية)
- ستار تريك 5: الحدود النهائية على موقع قاعدة بيانات الأفلام العربية
- ستار تريك 5: الحدود النهائية على موقع ألو سيني (الفرنسية)
- ستار تريك 5: الحدود النهائية على موقع Turner Classic Movies (الإنجليزية)
- ستار تريك 5: الحدود النهائية على موقع أول موفي (الإنجليزية)
- ستار تريك 5: الحدود النهائية على موقع بوكس أوفيس موجو (الإنجليزية)
- ستار تريك 5: الحدود النهائية على موقع فيلمافينيتي (الإسبانية)